# Inajet Giráj krími kán
Inajet Giráj (krími tatár: İnayet Geray, عنایت كراى), (1597 – 1637) krími tatár kán.

## Élete
Inajet fia volt II. Gázi Giráj kánnak. Mikor bátyját, Toktamist 1608-ban megfosztották káni méltóságától és megölték, Inajet és testvérei Törökországba menekültek.
1635-ben a szultán őt nevezte ki krími kánnak Dzsanibek Giráj helyére. Inajet Huszam és Szadet öccsét tette meg kalgának és núreddinnek. Elődje oszmánbarát politikája helyett inkább III. Mehmed függetlenségpárti irányvonalát vitte tovább. Békét kötött a lengyelekkel és az oroszokkal és felbérelte az ukrán kozákokat. A Krím belső viszonyaiban a Sirin klánt támogatta annak ellenségeivel, a Manszur-klánbeliekkel szemben. Mikor a szultán felszólította hogy vonuljon hadba Perzsia ellen, ehelyett hadával a manszurokra támadt és szétszórta őket, vezetőjük, Kantemir Isztambulba menekült, a többiek hűséget esküdtek neki.
Inajetet ekkor már valamennyi klán támogatta és sikeresen rákényszerítette a krími fennhatóságot a besszarábiai nogáj tatárokra. Felbátorodva sikerein, fenyegető levelt írt a szultánnak, hogy adja ki neki az ellene szervezkedő Kantemirt, vagy különben megindítja seregeit Isztambul felé. IV. Murádnak ez már sok volt és Inajet helyett Bahadir Girájt nevezte ki kánnak. Erre a hírre a meghódolt Manszur klán fellázadt és a nogájok segítségével legyőzték a kán seregét. A kalga és a núreddin is meghalt a csatában.
A kilátástalan helyzetbe került Inajet úgy döntött, hogy Isztambulba utazik és megpróbálja meggyőzni a szultánt Kantemir rosszindulatáról. IV. Murád egyszerre hallgatta ki az ellenfeleket és Kantemir vádjai után a helyszínen megfojtatta Inajetet.
Inajet Girájt Isztambulban temették el.

## Fordítás
Ez a szócikk részben vagy egészben  a(z)   Инает Герай című orosz Wikipédia-szócikk ezen változatának fordításán alapul.  Az eredeti cikk szerkesztőit annak laptörténete sorolja fel. Ez a jelzés csupán a megfogalmazás eredetét és a szerzői jogokat jelzi, nem szolgál a cikkben szereplő információk forrásmegjelöléseként.
| Előző uralkodó: Dzsanibek Giráj | Krími kán 1635 – 1637 | Következő uralkodó: I. Bahadir Giráj |